# Lipa (powiat ciechanowski)
Lipa – wieś w Polsce położona w województwie mazowieckim, w powiecie ciechanowskim, sołectwo gminy Regimin.
Miejscowość leży na pograniczu Wysoczyzny Ciechanowskiej z Wzniesieniami Mławskimi.
Wieś szlachecka położona była w drugiej połowie XVI wieku w powiecie ciechanowskim ziemi ciechanowskiej. W latach 1975–1998 miejscowość należała administracyjnie do województwa ciechanowskiego.
Wierni należą do parafii św. Dionizego w Koziczynie.
W roku 2011 miejscowość liczyła 214 mieszkańców, w 2023 natomiast 195.